# Leopoldo Calvo-Sotelo
Leopoldo Calvo-Sotelo y Bustelo (Madrid, 14 de abril de 1926 — Pozuelo de Alarcón, 3 de maio de 2008) foi um político espanhol que ocupou o lugar de presidente do governo da Espanha de 1981 a 1982. Antes tinha sido ministro das Obras Públicas (1976), ministro para as Relações com as Comunidades Europeias (1978-80) e ministro da Economia (1980-81). Foi o primeiro marquês de Ría de Ribadeo e também "Grande de Espanha".
Durante o seu governo houve uma tentativa de golpe de estado perpetrada por militares chefiados por Antonio Tejero. Esta tentativa, de 23 de Fevereiro de 1981, não teve êxito. Durante o seu mandato, a decisão mais relevante foi a adesão de Espanha à Organização do Tratado do Atlântico Norte (OTAN), que foi muito combatida pela oposição dirigida pelo Partido Socialista Operário Espanhol (embora mais tarde, e uma vez no poder, o Governo socialista tenha defendido essa opção num referendo que convocou e que decidiu a permanência na NATO, em 1986).